# Swag
 Ikke at forveksle med Cool.
Ordet swag kommer af det engelske verbum swagger, der beskriver en måde at gå på. Swaggering er altså et ord der beskriver en svævende og fast måde at gå på, der primært blev brugt af mænd i 1700-tallet, som en form for måde at vise dominans på.
I dag har ordet taget mange flere betydninger til sig, men bliver primært brugt som et andet ord for det engelske "cool", og bruges også til at beskrive en tøjstil. Ordet var meget populært i starten af 2010'erne, men har i dag fået en generel ironisk undertone, og er mere gået hen og blevet et ironisk meme.
 Der er for få eller ingen kildehenvisninger i denne artikel, hvilket er et problem. Du kan hjælpe ved at angive troværdige kilder til de påstande, som fremføres i artiklen.